# 캄포포르미오 조약

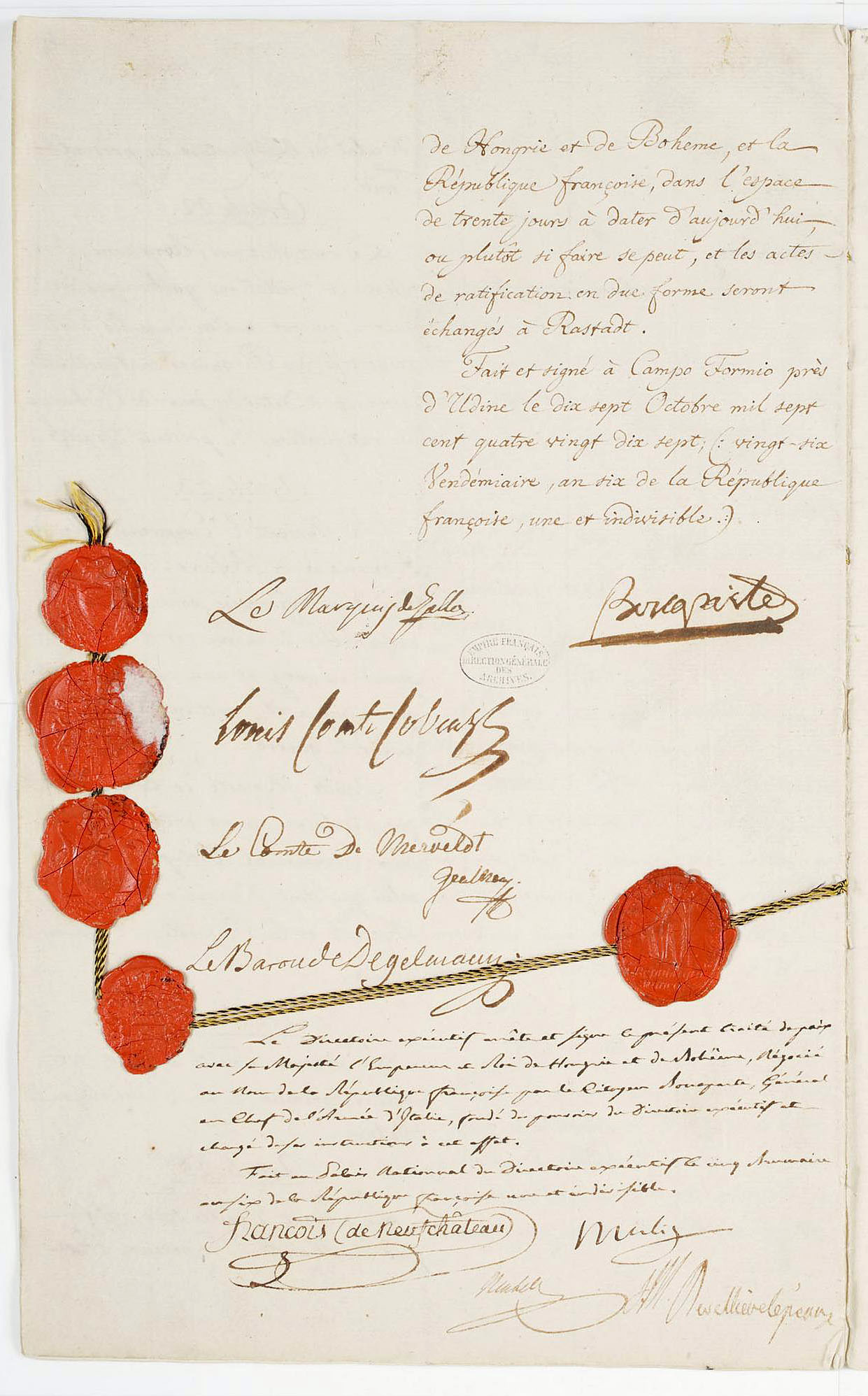

캄포포르미오 조약(Treaty of Campo Formio)는 나폴레옹 전쟁 중 프랑스·오스트리아 간에 이루어진 평화조약이다. 1796년 나폴레옹군은 사르데냐를 정복하고, 오스트리아의 5개 군단을 궤멸시키고, 북이탈리아를 석권하여 사르데냐 왕국으로부터 니차(Nizza 현 프랑스 니스)와 사보이아를 얻었다. 이어 나폴레옹군이 빈으로 진격해가자 오스트리아는 화해를 요청, 이 조약을 체결하였다. 이에 의하여 프랑스는 오스트리아령 네덜란드(현재 벨기에)와 이오니아 제도를 얻었고, 오스트리아는 베네치아 공화국 이외의 이탈리아에 간섭하지 않을 것을 확약했는데, 이로 인하여 제1차 대프랑스 동맹은 와해되었다. 이로서 프란츠 2세는 1797년 10월 18일 캄포포르미오의 문서에 서명, 이탈리아에 대한 권리를 포기했다.